# Mary Fallin
Mary Fallin (Warrensburg, Misuri, 9 de diciembre de 1954) es una política estadounidense del Partido Republicano. Desde enero de 2011 hasta enero de 2019 ha ocupado el cargo de gobernadora de Oklahoma.